# Erondegemse Pijl
La Erondegemse Pijl è una corsa in linea femminile di ciclismo su strada che si tiene ogni agosto a Erpe-Mere, in Belgio. Nota fino al 2012 come Erpe-Mere-Erondegem, la corsa fa parte del calendario internazionale femminile UCI come prova di classe 1.2.

## Albo d'oro
Aggiornato all'edizione 2018.
| Anno | Vincitrice       | Seconda           | Terza              |
| ---- | ---------------- | ----------------- | ------------------ |
| 2011 | Chantal Blaak    | Christine Majerus | Liesbeth De Vocht  |
| 2012 | Adrie Visser     | Liesbeth De Vocht | Janneke Kanis      |
| 2013 | Maaike Polspoel  | Sofie De Vuyst    | Christine Majerus  |
| 2014 | Ann-Sophie Duyck | Liesbet De Vocht  | Désiree Ehrler     |
| 2015 | Thalita de Jong  | Élise Delzenne    | Nina Kessler       |
| 2016 | Lucinda Brand    | Nina Kessler      | Thalita de Jong    |
| 2017 | Julia Soek       | Rachel Neylan     | Esther van Veen    |
| 2018 | Nina Kessler     | Evy Kuijpers      | Monique van de Ree |